# Guselkumab
Le guselkumab est un anticorps monoclonal dirigé contre l'interleukine 23 et utilisé dans le traitement de certaines formes de psoriasis.

## Mode d'action
Il est dirigé contre la sous-unité p19 de l'interleukine 23, empêchant sa fixation à son récepteur et la production de plusieurs cytokines.

## Efficacité
Il a testé dans les formes modérées à sévères du psoriasis. Dans les cas résistants à l'ustekinumab, le guselkumab permet d'avoir une amélioration sensible de la maladie dans un peu plus d'un tiers des cas. Son efficacité est supérieure à celle de l'adalimumab et à celle du secukinumab. Il est également actif sur le rhumatisme psoriasique, que cela soit en première ou en seconde ligne.

## Effets secondaires
le guselkumab favorise la survenue d'infections, parfois sévères. Il peut exister une élévation des enzymes hépatiques.

## Considérations économiques
Le coût d'une cure, en 2017, est près de 29 000 dollars, ce qui en constitue la biothérapie la plus chère dans le traitement du psoriasis.